# Trò chơi năm 1994
Trang này liệt kê các board game, card game, wargame, miniatures game, và trò chơi nhập vai tabletop xuất bản năm 1994. Đối với trò chơi điện tử, xem Trò chơi điện tử năm 1994.

## Trò chơi được phát hành hoặc phát minh năm 1994
- Australian Rails
- Castle Falkenstein (trò chơi nhập vai)
- CityTech (phiên bản thứ 2)
- Crosstrack
- Dixie - Bull Run
- Dixie - Gettysburg
- Dixie - Shiloh
- Don't Look Back (trò chơi nhập vai)
- Doom Trooper Collectible Card Game
- Galactic Empires[1]
- HoL: Human Occupied Landfill (trò chơi nhập vai)
- Illuminati: New World Order
- I'm the Boss!
- Jyhad (AKA Vampire: The Eternal Struggle)
- NFL Fantasy Football
- On the Edge
- Once Upon a Time
- Planescape (phiên bản chiến dịch choDungeons & Dragons)
- RoboRally
- Spellfire
- Star Trek Customizable Card Game
- Super Deck!
- Talk Dirty to Me
- Via Prudensiae (trò chơi nhập vai)
- Wraith: The Oblivion (trò chơi nhập vai)

## Giải thưởng trò chơi được trao năm 1994
- Spiel des Jahres: Manhattan

## Sự kiện lớn liên quan đến trò chơi năm 1994
- Avalanche Press được thành lập bởi Mike Bennighof and Brian Knipple.
- Hasbro buys Waddingtons.